# Marcelo Sánchez
Marcelo Sánchez (3 marzo 1966) è un ex cestista uruguaiano.

## Carriera
Con l'Uruguay ha disputato i Campionati americani del 1992.